# 1100 Arnica
1100 Arnica è un asteroide della fascia principale. Scoperto nel 1928, presenta un'orbita caratterizzata da un semiasse maggiore pari a 2,8980547 UA e da un'eccentricità di 0,0650927, inclinata di 1,03370° rispetto all'eclittica.
Il suo nome fa riferimento alle piante del genere Arnica.